# Ligurno
Ligurno is een plaats (frazione) in de Italiaanse gemeente Cantello. De plaats telt 1700 inwoners.